# Massaker von Wawer

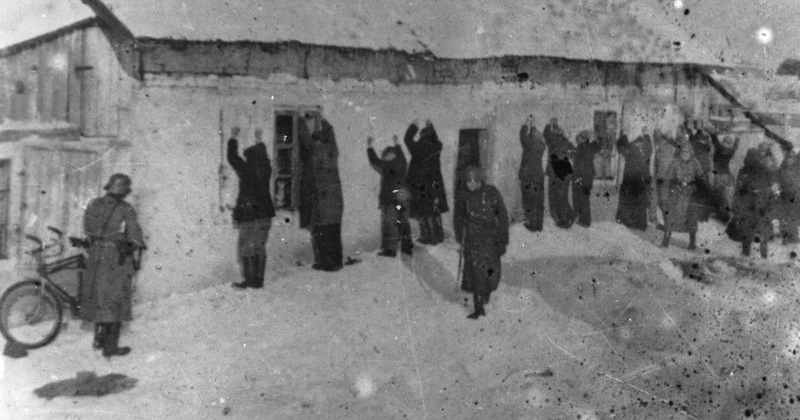
In Wawer (Dezember 1939)

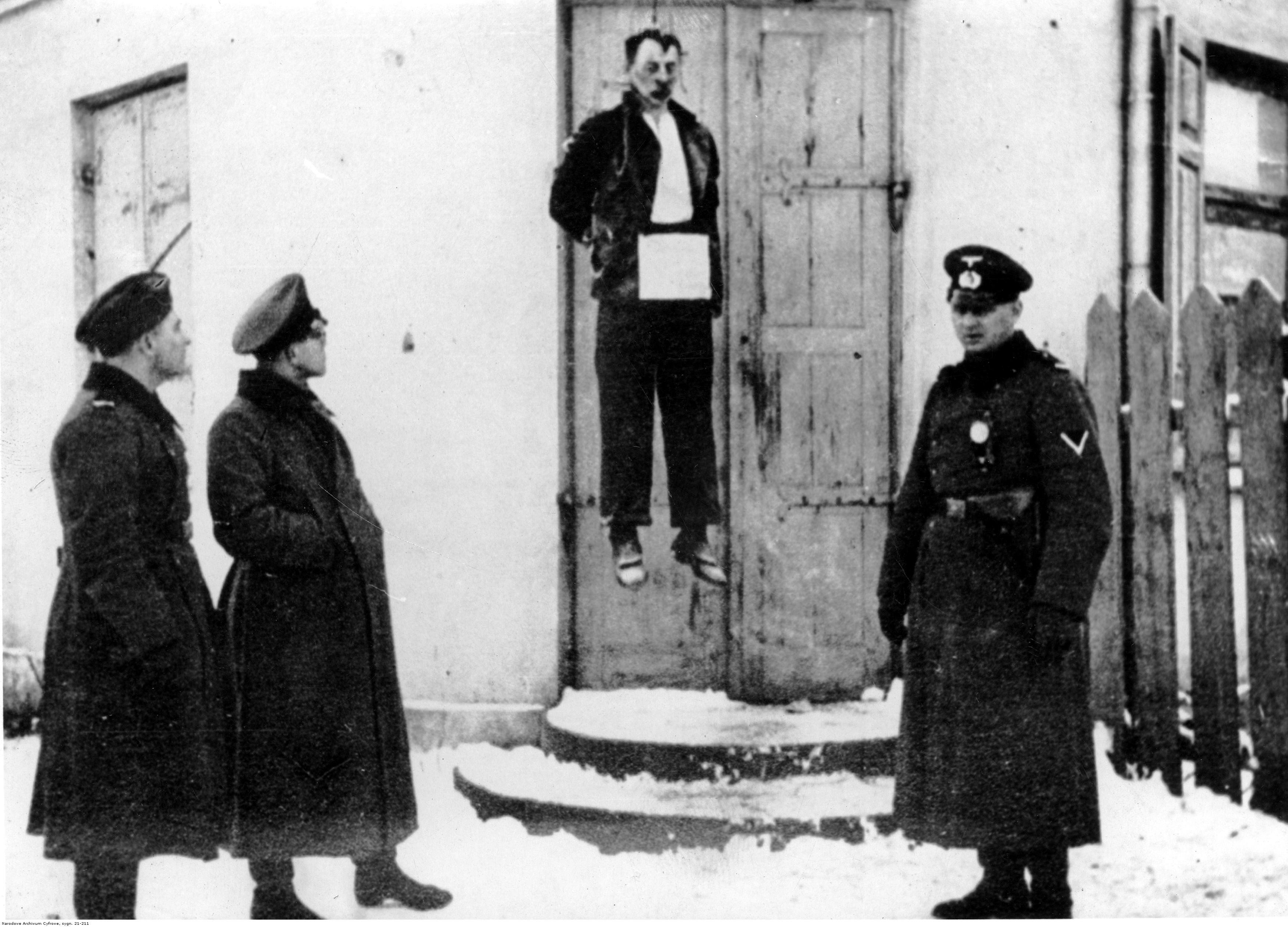
Der von den Deutschen am 27. Dezember 1939 in der Nähe des Eingangs seines Restaurants erhängte Antoni Bartoszek

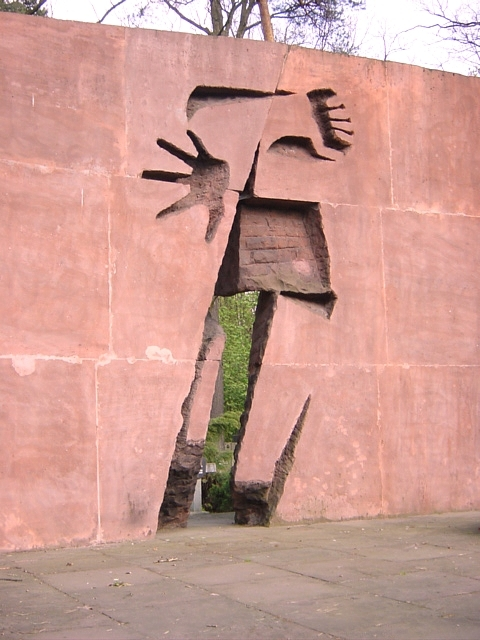
Denkmal des Wawer-Massakers

Das Massaker von Wawer am 27. Dezember 1939 war eine Vergeltungsaktion der deutschen Ordnungspolizei des besetzten Warschau in der Ortschaft Wawer.

## Das Massaker
Am Abend des 26. Dezembers 1939 waren zwei Unteroffiziere des in Wawer stationierten Baubataillon 538 in einer Gastwirtschaft von den polnischen Kriminellen Marian Prasuła und Stanisław Dąbek erschossen worden. In der Folge befahl der stellvertretende Kommandeur des Polizeiregiments Warschau (später SS-Polizei-Regiment 22), SS-Standartenführer und Oberst der Schutzpolizei Max Daume (1894–1947), eine durch die 2. und 3. Kompanie des I. Bataillons durchzuführende „Sonderaktion“ in Wawer und dem nahegelegenen Anin. Bataillonskommandeur war der Major Friedrich Wilhelm Wenzel. In der Nacht vom 26. auf den 27. Dezember wurden rund 120 willkürlich bestimmte polnische Männer im Alter zwischen 16 und 70 Jahren aus Wohnungen und Häusern zusammengetrieben. Vor Ort wurde unter dem Vorsitz Wenzels und in Anwesenheit Daumes ein Standgericht gebildet, welches 114 Männer (einigen war die Flucht gelungen) zum Tode verurteilte. Aussagen der Betroffenen wurden nicht zugelassen. Noch vor Urteilsverkündung wurde der Wirt der Gaststätte, in dem sich die Erschießung der beiden deutschen Soldaten ereignete, aufgehängt. Die verurteilten Anwohner der Gegend wurden auf einem unbebauten Platz zwischen Błękitna und Spiżowa-Straße mit einem Maschinengewehr erschossen.
In einem kritischen Bericht des Oberbefehlshabers Ost, Generaloberst Johannes Blaskowitz, vom 6. Februar 1940 wurde das Massaker von Wawer benannt und auch die Tatsache erwähnt, dass das ausübende Bataillon belobigt wurde. Die beiden Verantwortlichen des Massakers, Daume und Wenzel, wurden nach dem Krieg vom Obersten Volkstribunal und dem Woiwodschaftsgericht in Warschau zum Tode verurteilt. Beide wurden in Polen exekutiert (1947 bzw. 1951).

## Erinnerung
Heute befindet sich in der Nähe der Hinrichtungsstätte in Wawer ein Denkmal. Das Symbol der polnischen Widerstandsbewegung im Zweiten Weltkrieg, die Kotwica, entstand anlässlich des Massakers von Wawer.